# Moon (chanson)
Pour les articles homonymes, voir Moon.
Pistes de Biophilia
Thunderbolt
(2)
Moon est une chanson de l'artiste islandaise Björk. Il s'agit de la première piste de son album Biophilia et a été dévoilée en tant que second single promotionnel avant la sortie de l'album. Chaque chanson de l'album incorpore un thème relatif à la nature. Dans Moon, Björk explore les cycles lunaires et les effets qu'ils ont sur la Terre.

## Clip
Le clip de Moon a été réalisé par Björk, M/M (Paris), Inez & Vinoodh et James Merry. Il a été filmé spontanément durant les sessions photo réalisées pour Biophilia. Björk chante la chanson tout en portant la perruque orange cristal qui figure sur la pochette de Biophilia ainsi que sur les pochettes de tous les singles de cet album. Des images de l'application 'Moon' apparaissent en superposition à travers la vidéo.

### App
L'application 'Moon' pour iPad et iPhone a été développée par le programmeur Max Weisel, alors âgé de 18 ans et est un séquenceur musical qui inclut 17 lunes (représentant chaque impulsion d'une barre de temps dans la chanson). En changeant la position de chaque lune, on change la note produite, formant ainsi une nouvelle mélodie qui peut être jouée avec la voix de Björk. L'application permet également de jouer la chanson originale.

## Liste des pistes
iTunes single
1. Moon – 5:40